# Abu Yusuf Ya'qub al-Mansur
Abū Yūsuf Yaʿqūb al-Manṣūr (in arabo ابو يوسف يعقوب المنصور‎?, noto anche con il nome Moulay Ya'qub; 1160 – Marrakech, 23 gennaio 1199) è stato un sultano arabo almohade.

## Biografia
Abū Yūsuf Yaʿqūb regnò tra il 1184 e il 1199 sull'impero almohade (comprendente il Maghreb e la Spagna islamica). Durante il suo mandato fiorirono il commercio, l'architettura, la filosofia e le scienze.
Succedette al padre Abu Ya'qub Yusuf I nel 1184. Nella battaglia di Alarcos, il 18 luglio 1195, sconfisse i castigliani. Dopo la vittoria prese il titolo di al-Manṣūr bi-llāh ("il reso vittorioso da Dio"). La battaglia è raccontata nel 1326 dallo storico Abū Muḥammad Ṣāliḥ ibn b. ʿAbd al-Ḥalīm di Granada nel suo Rawḍ al-Kirṭās ("Il giardino delle [pagine] di carta", storia dei governanti del Marocco), che numerosi studiosi attribuiscono tuttavia a Abū l-Ḥasan ʿAlī ibn Abī Zarʿ al-Fāsī. Nel 1190 pose l'assedio alla città portoghese di Tomar, ma fu respinto dai templari di Gualdim Pais.
Durante il suo regno ha intrapreso diversi progetti importanti. Ha costruito le moschee al-Kutubiyya e al-Manṣūriyya a Marrakesh, una Kasba, accessibile dalla Bab Agnaou e dalla Bab Ksiba nella parte meridionale della medina e il maristan (ospedale) Dār al-Faraj.

Fu protettore del filosofo Averroè, che tenne nella sua corte a Marrakesh.
Provò a fare erigere quella che doveva essere la più grande moschea del mondo a Rabat. Tuttavia la costruzione della moschea fu bloccata a causa della sua morte. Solo la prima parte della moschea fu completata, tra cui la Torre di Hassan. Inoltre tra il 1220 e 1221 fece costruire la Torre dell'Oro e la Giralda a Siviglia in al-Andalus (Spagna islamica).
Morì a Marrakesh nel centro del Marocco e gli succedette il figlio Muhammad al-Nasir.

### Galleria di immagini

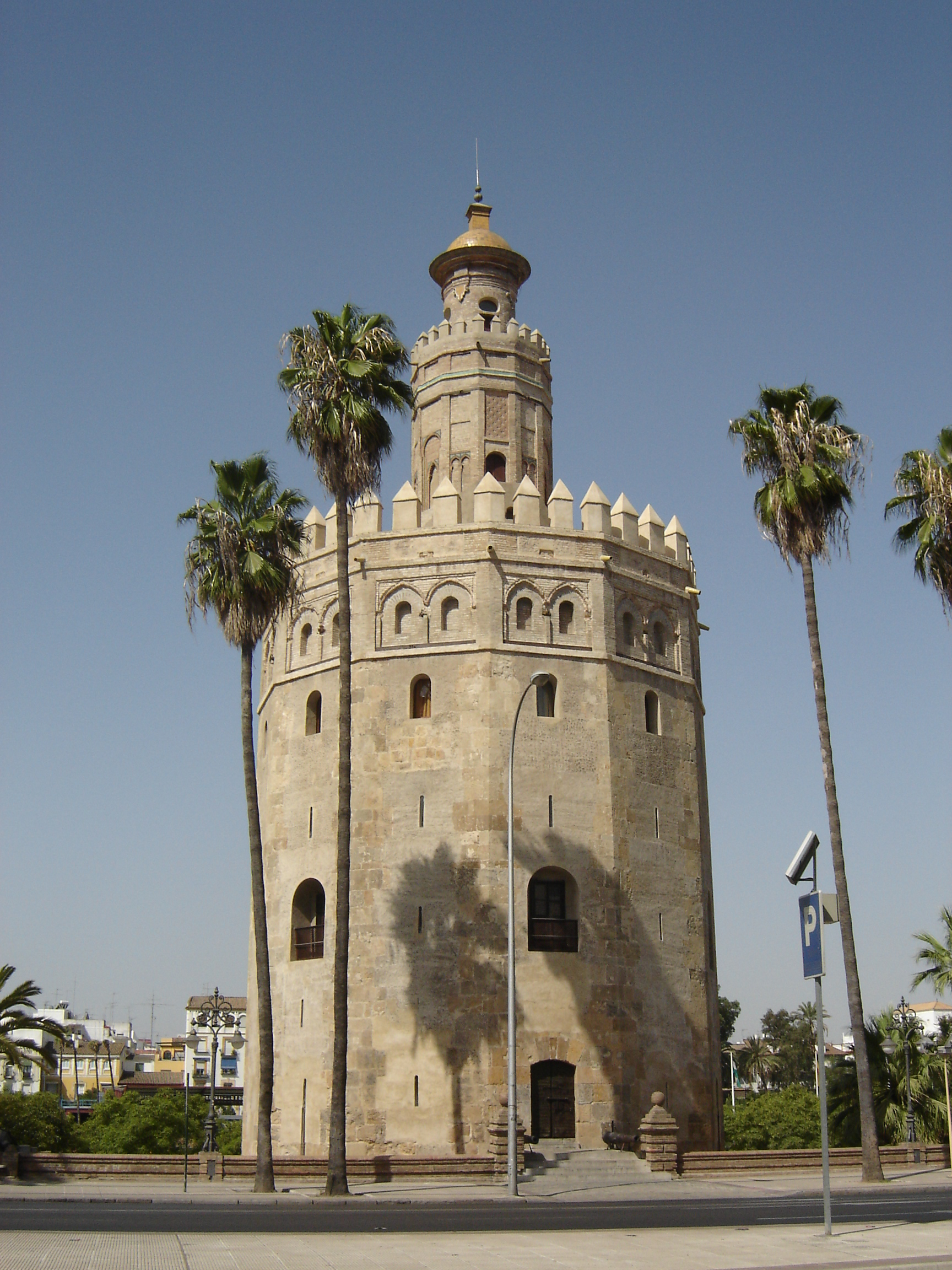
La Torre dell'Oro di Siviglia costruita su ordine del califfo almohade Abū Yūsuf Yaʿqūb.
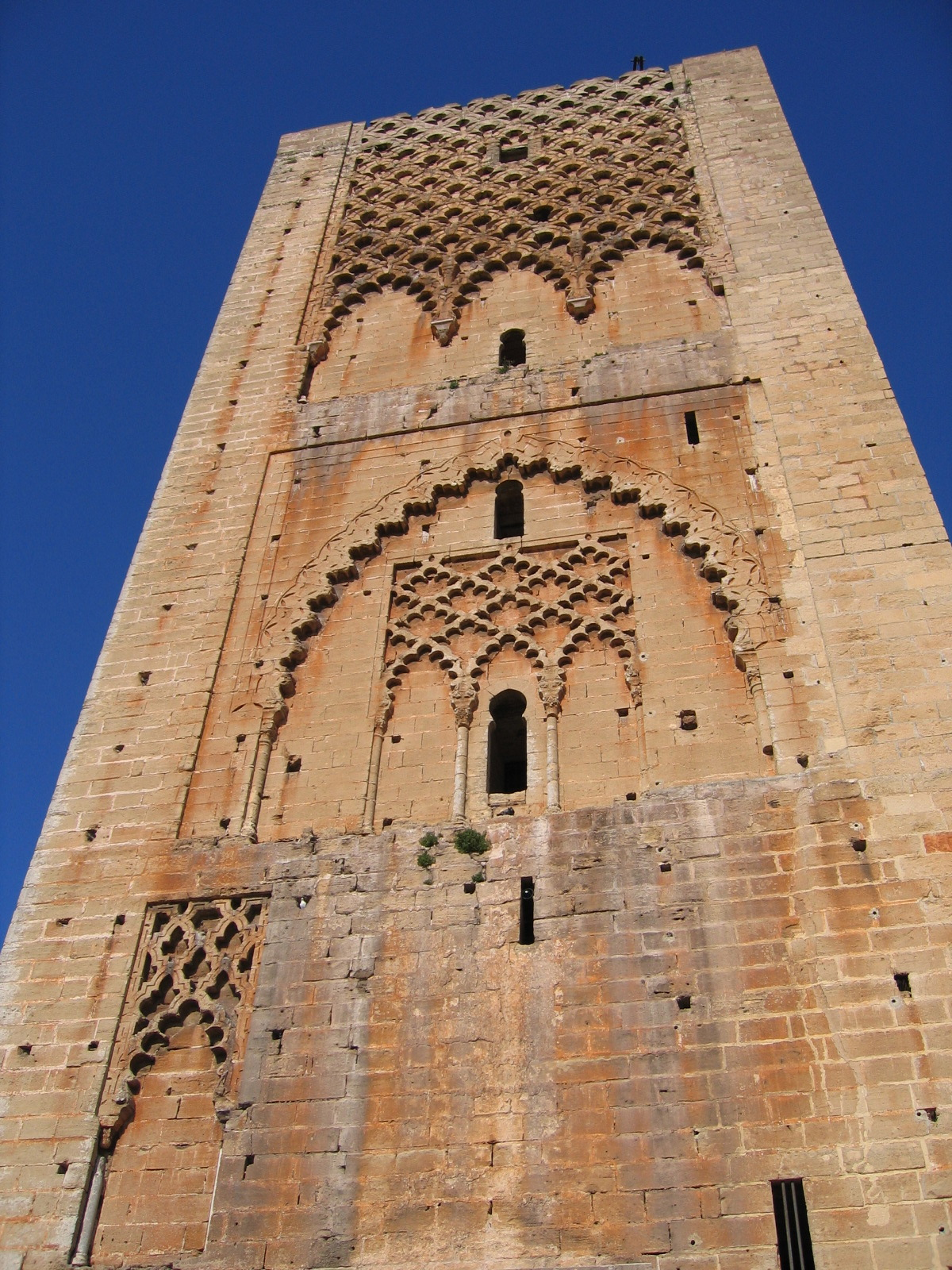
La Torre di Hassan di Rabat, opera del califfo almohade Abū Yūsuf Yaʿqūb.
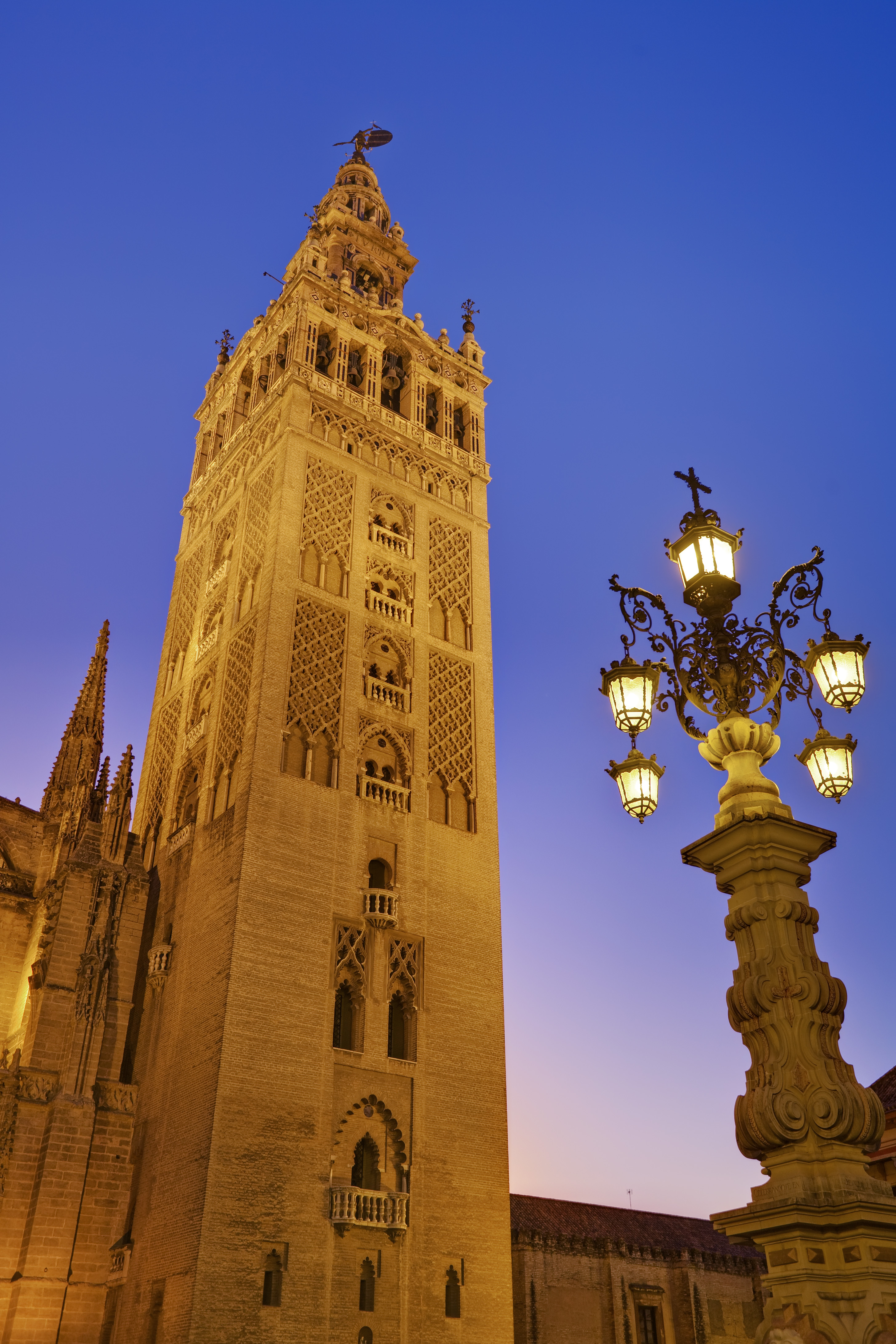
La Giralda di Siviglia, opera del califfo almohade Abū Yūsuf Yaʿqūb.
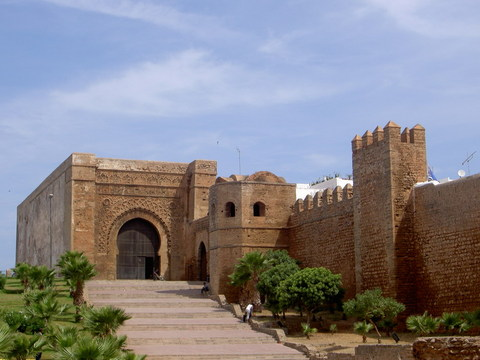
Entrata della Kasba degli Oudaïa di Rabat, opera del califfo almohade Abū Yūsuf Yaʿqūb.
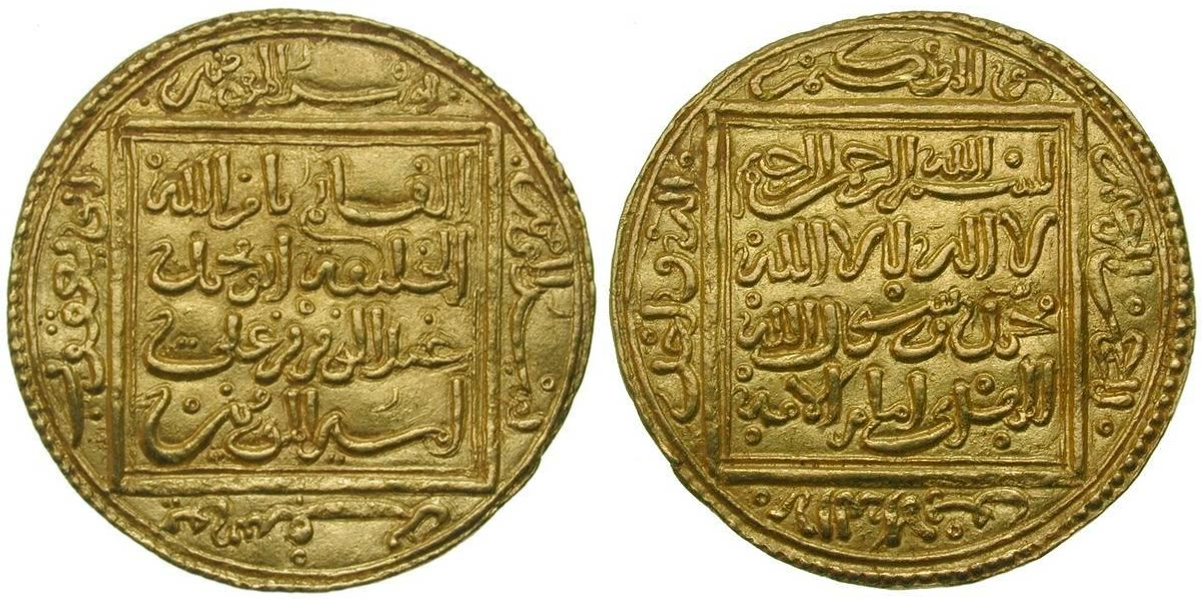
Monete coniate durante il regno di Abū Yūsuf Yaʿqūb.